# August von Reiman (Landrat)
Eugen Carl Thomas August von Reiman (* 28. November 1805 in Paderborn; † 8. Juni 1866 in Düsseldorf; preußischer Adelsstand  vom 23. November 1786) war ein Preußischer Verwaltungsbeamter und von 1837 bis 1849 Landrat des Kreises Eupen.

## Leben

### Herkunft und Ausbildung
August von Reiman war der Sohn des gleichnamigen, langjährigen Regierungspräsidenten von Aachen, August von Reiman aus dessen zweiter Ehe mit Anna Albertine, geb. von Tschirschky. Nach dem Besuch des Gymnasiums in Wetzlar studierte von Reiman Rechts- und Kameralwissenschaften, unter anderem an der Universität in Bonn (Immatrikulation 19. Oktober 1824 bis Sommersemester 1826). Mit seinem Abschluss trat er zum 13. Juni 1828 als Auskultator bei dem Oberlandesgericht Paderborn in den Preußischen Justizdienst ein. Dort wurde er auch am 21. Mai 1830 mit Ablegung des ersten juristischen Staatsexamens zum Gerichtsreferendar ernannt. Noch während der Amtszeit seines Vaters wechselte August von Reiman zum 2. Oktober 1830 als Regierungsreferendar an die Regierung Aachen. Dort erhielt er auch am 16. Mai 1835 die Ernennung zum Regierungsassessor.

### Werdegang
Nach dem Tod des bisherigen Landrates des Kreis Eupen, Bernhard von Scheibler (1785–1837), übernahm August von Reiman auf Grund einer Allerhöchsten Kabinettsorder (AKO) am 1. Juni 1837 die Verwaltung des Kreises Eupen. Im Anschluss auf seine Präsentationswahl vom 15. Januar 1838, erhielt er mit AKO vom 30. April 1838 schließlich auch die definitive Ernennung als Landrat. Nach 12-jähriger Tätigkeit in Eupen, wechselte er unter gleichzeitiger Auszeichnung mit dem Roter Adler-Orden 4. Klasse zum 2. Oktober 1849 als Regierungsrat an die Regierung Aachen. Wegen einer seit Mai 1853 anhaltenden Erkrankung beurlaubt, trat er im April 1854 in den Ruhestand.

## Familie
Der der Evangelisch-reformierten Kirche angehörende von Reimann heiratete am 20. Mai 1840 in Eupen Auguste Sternickel (* 2. August 1817 in Eupen; † 25. September 1886 in Düsseldorf). Sie war die Tochter des Tuchfabrikanten Christian Bernhard Sternickel und der Elisabeth, geb. Gülcher. Die späteren Landräte des Kreises Eupen, Edwin Gülcher und Alfred Sternickel waren mit Auguste von Reimann, geborene Sternickel verschwägert bzw. Geschwister derselben.